# Bartholomäus May

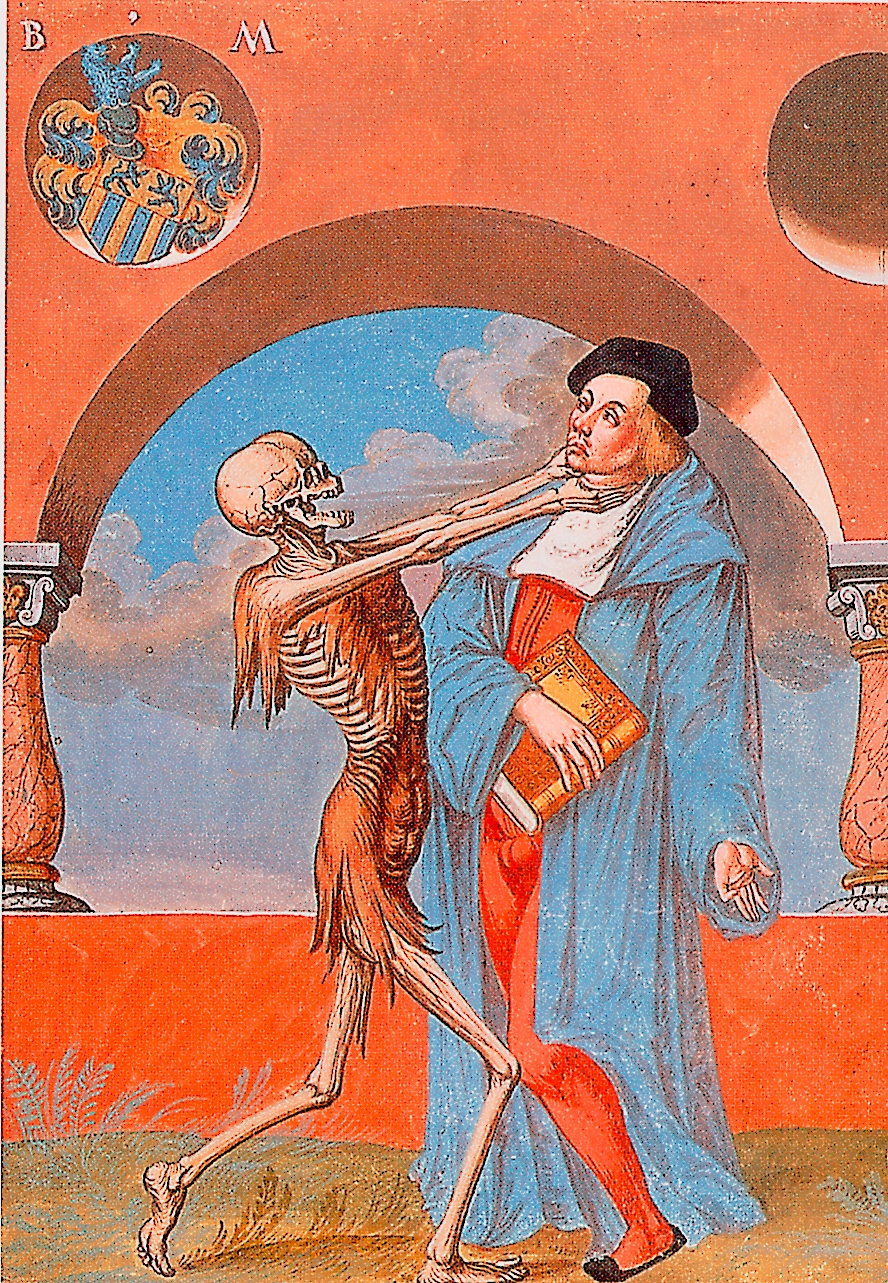
Bartholomäus May, aus dem Totentanz von Niklaus Manuel.

Bartholomäus May (* 1446; † vor dem 18. April 1531 in Bern) war ein bernischer Kaufmann, Heerführer und Staatsmann.

## Leben
May war ein Sohn des Berner Grossrats und Handelsherr Jakob May, der aus dem italienischen Raum stammte, und studierte in Pavia. Durch den Handel mit Eisen, Leder, Tuch, aber vor allem Salz, wurde May zum wohlhabendsten Kaufmann Berns. Er hatte Bergwerksbeteiligungen, wurde bernischer Münzmeister und bekam das Salzmonopol der Berner Regierung. Seine internationalen Handelsbeziehungen prädestinierten ihn zudem für Gesandtschaften nach Mailand, Frankreich und Savoyen. 1474 bis 1531 sass er als erster mit italienischer Abstammung im bernischen Grossen Rat, 1485 bis 1490 war er Schultheiss von Thun, ab 1494 war er Mitglied des Kleinen Rates und teilweise auch Mitglied der Wahlbehörde.
Den angesehenen Ritterschlag erhielt er 1476 bei der Schlacht von Murten. 1484 wurde er mit der Veräusserung der Burgunderbeute der Schlacht von Grandson betraut. Grosse Bekanntheit erlangte er, indem er den Eidgenossen den Diamanten aus dem Schwert Karls des Kühnen für 5.000 Florin abkaufte und diesen an die Stadt Genua für 7.000 Florin veräusserte. Der Diamant zierte später die Tiara des Papstes Julius II. Als Heerführer beteiligte er sich 1499 an den Kriegszügen gegen den Schwäbischen Bund und 1513 bis 1515 gegen die Franzosen bei Novara und Marignano. Als Kriegsbeute dieser Schlachten brachte er einen jungen Bären für den neuangelegten Bärengraben nach Hause. Diplomatische Reisen führten ihn 1484 nach Lyon, um die Schulden Frankreichs an die Eidgenossenschaft einzufordern, 1498 nach Mailand und 1506 nach Baden.
May wohnte an der Münstergasse und versteuerte 1494 als einer der reichsten Berner ein Vermögen von etwa 13.300 Gulden, respektive 28.000 Pfund. Von 1496 bis 1516 erwarb er von Adrian von Bubenberg, Agathe von Bonstetten und der Witwe von Diebold Glaser Schloss Amsoldingen, die Herrschaften Toffen, Strättligen, Wattenwil, Blumenstein und Uttigen. Einen Junkertitel für ihn und seine Söhne war mit dem Besitz von Strättligen als Twingherrschaft verbunden. 1513 erbaute er ein Haus an der Kirchgasse.
Durch den seit 1520 tätigen Leutpriester am Berner Münster, Berchtold Haller, und den Zürcher Reformator Huldrych Zwingli wurde er mit den Ideen der Reformation bekannt und zunehmend davon überzeugt. Einige  unangenehme politische und geschäftliche Erfahrungen mit geistlichen Fürsten bestärkten seine kritische Haltung gegenüber der mächtigen katholischen Kirche. Mit dem Schultheiss Jakob von Wattenwyl förderte er bereits vor der Berner Disputation von 1528 die reformatorischen Kräfte in Bern, anfänglich auch gegen Widerstand in seiner Familie.

## Familie
May war seit ungefähr 1470 verheiratet mit Katharina von Gasel, einer Tochter des Kleinrats Hans von Gasel. In zweiter Ehe war er mit Barbara Schindler, der Witwe eines Müllers, verheiratet. Mit Katharina hatte er sechs Kinder:
- Glado oder Claudius May (1470–1527), Vogt zu Lenzburg, verheiratet mit Ursula Trüllerey, Luzia Brüggler und unbekannt
- Dorothea May (1470–?), verheiratet mit Jakob von Rudella, Peter Bugniet und Ulmann Wyttenbach
- Elisabeth Barbara May (?), verheiratet mit Hans Stölli und Hans Hugi
- Wolfgang May (?–1526), Gerichtsherr, verheiratet mit Susanna Zeiner und Barbara Hübschi
- Rudolf May (?), verheiratet mit Appolonia Imhof
- Salome May (?), verheiratet mit Johann vom Stein